# Oneworld
Oneworld là liên minh các công ty hàng không lớn thứ ba trên thế giới, sau Star Alliance và SkyTeam. Liên minh Oneworld được thành lập ngày 1 tháng 2 năm 1999 bởi 5 hãng hàng không gồm: American Airlines, British Airways, Canadian Airlines, Cathay Pacific và Qantas. Oneworld hiện có 10 hãng hàng không hội viên toàn phần với 2.350 máy bay các loại,bay tới 700 phi trường ở 150 nước.Năm 2005 Oneworld chiếm 18% thị phần thế giới, sau Star Alliance 29% và SkyTeam 22%. Năm 2006 Oneworld đã chuyên chở trên 321 triệu lượt hành khách.
Tuy nhiên, Air Berlin phá sản, điều này có thể làm hại tương lai mới của Oneworld.

## Các hãng hàng không thành viên

### Thành viên và các công ty con thành viên
A Thành vên sáng lập 
B  Các chuyến bay của American Eagle được vận hành bởi Envoy Air, ExpressJet, Republic Airlines và SkyWest Airlines.
C Hãng hành không độc lập hoạt động dưới tên, màu sơn và mã bay của British Airways.
D Chỉ các tuyến hoạt động bởi Flybe Finland mới nhân danh của Finnair.
E  Các chuyến bay của Iberia Regional được vận hành bởi Air Nostrum.
F Qantaslink sử dụng thiết bị của Airlink, Eastern Australia Airlines, National Jet Systems and Sunstate Airlines.

### Thành viên không hoạt động
A Ngừng hoạt động từ ngày 28 tháng 8 năm 2010 vì lý do tài chính. Không rời khỏi liên minh nên được đề cập trong danh sách là thành viên không hoạt động.

### Thành viên cũ
A Rời liên minh vì thay đổi chiến lược kinh doanh
B Thành viên sáng lập và đã được mua lại bởi Air Canada, một thành viên của Star Alliance 
C Rời liên minh sau khi phá sản

### Hãng thành viên liên kết cũ
A Thành viên liên kết sáng lập
B  Các chuyến bay của AmericanConnection được vận hành bởi Chautauqua Airlines
C  Các chuyến bay của US Airways Express được vận hành bởi Air Wisconsin, Mesa Airlines, Piedmont Airlines, PSA Airlines, Republic Airlines, SkyWest Airlines và Trans States Airlines.